# Crepereio Amâncio
Crepereio Amâncio (em latim: Crepereius Amantius) foi um romano de meados do século IV. Segundo uma inscrição da Panônia, era um homem claríssimo. Os autores da PIRT associam-o com o cônsul de 345 Amâncio.